# Список монархів Іспанії

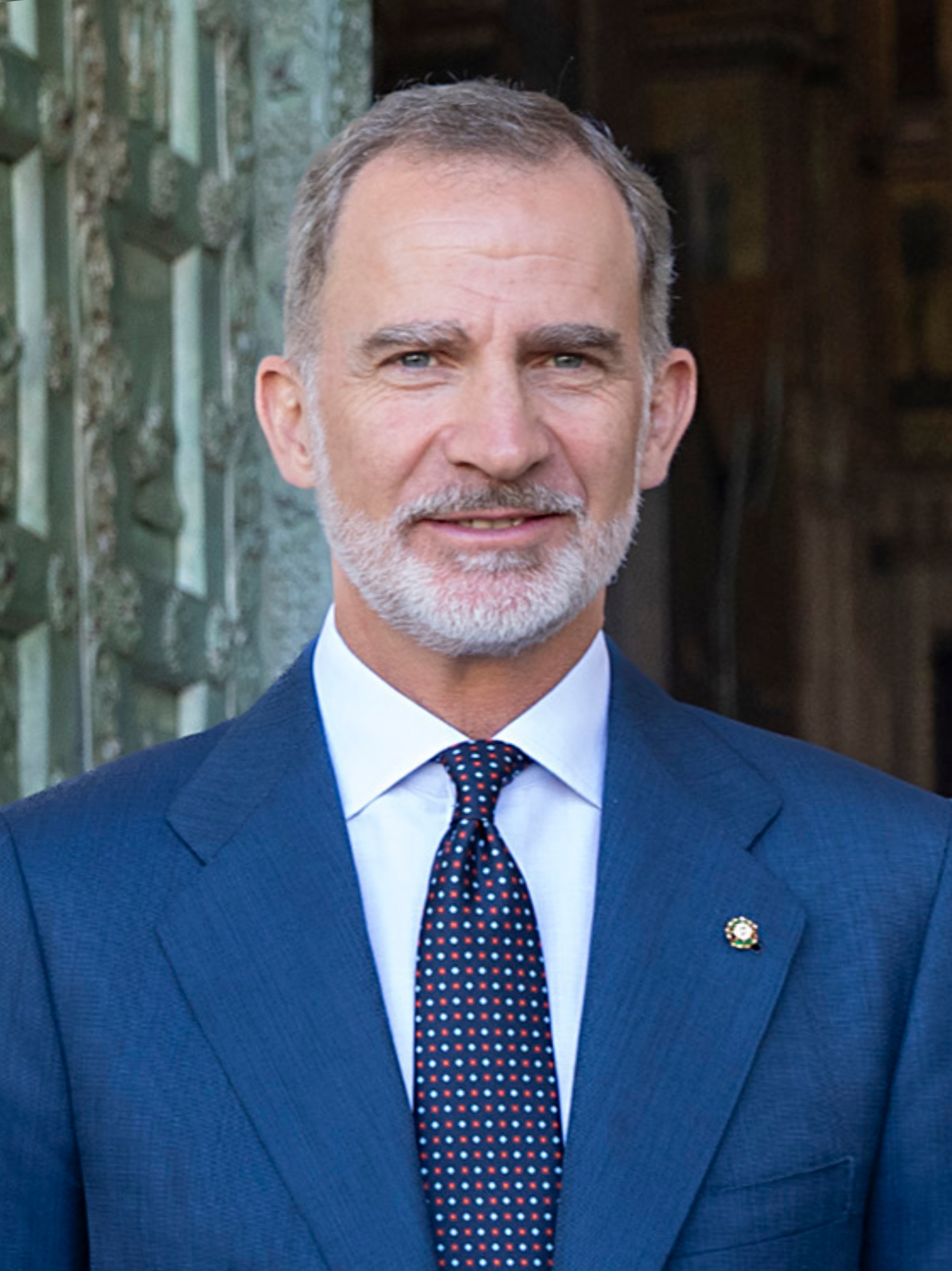
Чинний король Іспанії Філіп VI

Нумерація королів Іспанії продовжує нумерацію королів Кастилії. Першим, хто прийняв титул Король Іспанії, був Філіпп II.

## Трастамарська династія
- 1516–1555 — Хуана I

Nota bene. Хуана I правила Іспанією de jure зі своїм сином Карлосом I до своєї смерті 1555 року.

## ДинастіяГабсбургів
- 23 січня 1516 — 16 січня 1556 — Карлос I
- 16 січня 1556 — 13 вересня 1598 — Філіп II
- 13 вересня 1598 — 31 березня 1621 — Філіп III
- 31 березня 1621 — 17 вересня 1665 — Філіп IV
- 17 вересня 1665 — 1 листопада 1700 — Карл II[1]

## ДинастіяБурбонів
- 1 листопада 1700 — 14 січня 1724 — Філіп V
- 14 січня — 31 серпня 1724 — Луїс I
- 6 вересня 1724 — 9 липня 1746 — Філіп V (вдруге)
- 9 липня 1746 — 10 серпня 1759 — Фернандо VI
- 10 серпня 1759 — 14 грудня 1788 — Карл III
- 14 грудня 1788 — 19 березня 1808 — Карл IV
- 19 березня — 6 травня 1808 — Фернандо VII[2]
- 6 травня 1808 — Карл IV (удруге)[3]

## ДинастіяБонапартів
- 6 червня 1808 — 11 грудня 1813 — Хосе I Наполеон[4]

## ДинастіяБурбонів
- 11 грудня 1813 — 29 вересня 1833 — Фернандо VII (удруге)
- 29 вересня 1833 — 30 вересня 1868 — Ізабелла II[5]
  - Марія-Христина Бурбон-Сицилійська, регентка 1833—1840, владу оспорював дон Карлос Старший
  - Франсіско де Асіз Бурбон, консорт Ізабелли II, 1846 року отримав титул короля Іспанії.

1868 року відбулася Славна революція: королеву було повалено, вона пішла у вигнання, проголошено республіку.

## Савойський дім
- 2 січня 1871 — 11 лютого 1873 — Амадей I

## ДинастіяБурбонів
- 29 грудня 1874 — 25 листопада 1885 — Альфонс XII
- 17 травня 1886 — 14 серпня 1931 — Альфонс XIII[6]

У 1931 році було проголошено республіку, а король Альфонсо XIII пішов у вигнання. 1939 року було остаточно встановлено режим Франсіско Франко.
- 22 листопада 1975 — 19 червня 2014 — Хуан Карлос I
- 2 червня 2014 — Філіп VI